# Ковшар Дмитро Сергійович
Дмитро́ Сергі́йович Ковша́р (нар. 12 жовтня 1993 — 4 липня 2015) — солдат Збройних сил України.

## Життєпис
Народився 1993 року в селищі Шевченкове, закінчив ліцей Шевченківської районної ради, з жовтня 2011 року розпочав службу в лавах ЗСУ, в/ч 2336 міста Кіровоград.
З квітня 2014 року ніс службу в зоні бойових дій, солдат 3-го окремого полку, водій.
У серпні 2014-го зазнав поранення в боях за Савур-Могилу. В жовтні 2014 року закінчився контракт, проте Дмитра не відпустили додому, а перевели в інженерні війська водієм екскаватора, розвідник-санінструктор 310-го окремого інженерно-технічного батальйону.
4 липня 2015-го загинув під час проведення планового нарощування мінно-вибухових загороджень (підрив на міні) біля 29-го блокпосту на трасі «Бахмутка» поблизу села Донецький. При спробі евакуації важкопораненого солдата Романа Цапа під час повторного вибуху загинули сержант Дмитро Демковський, молодший сержант Іван Смоляр, солдати Дмитро Ковшар, Артем Романов.
Без Дмитра лишилися батьки, бабуся й дідусь, наречена.
Похований у Шевченковому.

## Нагороди
За особисту мужність, сумлінне та бездоганне служіння Українському народові, зразкове виконання військового обов'язку відзначений — нагороджений
- 15 вересня 2015 року — орденом «За мужність» III ступеня (посмертно).
- відзнакою Міністра оборони України «За воїнську доблесть»
- медаллю УПЦ КП «За жертовність і любов до України» (посмертно)
- почесний громадянин Шевченківського району (посмертно)

## Вшанування
У рідному селищі названо вулицю та встановлено меморіальну дошку на школі.
https://www.shukach.com/uk/node/57385 [Архівовано 29 Вересня 2020 у Wayback Machine.]